# Lego Builder’s Journey
Lego Builder’s Journey — это игра-головоломка, разработанная студией Light Brick Studio и выпущенная Lego Group. Изначально игра была выпущена 19 декабря 2019 года и доступна эксклюзивно по подписке Apple Arcade для мобильных устройств iOS и компьютеров macOS. Но позже игра была портирована для игровой приставки Nintendo Switch и персональных компьютеров Microsoft Windows. Данные версии были выпущены 22 июня 2021 года. Lego Builder’s Journey и Lego Brawls стали первыми двумя играми о Lego, выпущенными для Apple Arcade. Игра поделена на множество уровней, где конечная цель сводится к тому, чтобы проложить путь человечку, скрепляя кубики Lego.
Студия Light Brick Studio была сформирована специально для разработки данной игры. Основная цель разработчиков состояла в создании игры с максимально интерактивным и интуитивно понятным игровым процессом. В отличие от множеств других игр по вселенной Lego, представляющих собой приключенческие ролевые игры, гонки или файтинги, Builder’s Journey создавалась, как головоломка, максимально приближенная с концепции самой игры в Lego — созданию конструкций, скрепляя кубики. Сами разработчики вдохновлялись артхаусными атмосферными инди-играми. Музыку к игре написал шведский композитор Хенрик Линдстранд.
Игровые критики в основном оставили положительные отзывы об игре, хваля её за то, что она побуждает творческое начало у игрока, предлагает трогательную историю и подкупает своей атмосферностью, подобно игре Monument Valley. Однако критики ругали игру за её малую продолжительность и недостаточную сложность имеющихся головоломок.

## Игровой процесс

Демонстрация уровня с игровым процессом

Lego Builder’s Journey представляет собой головоломку, чей вымышленный мир выполнен в стилистике кубиков Lego. Игра разделена на множество уровней, где основная цель сводится к тому, чтобы проложить путь лего-человечку с помощью скреплённых кубиков. Всего в игре имеется 34 уровня. Человечек может перемещаться только на специальных оранжевых платформах и перепрыгивать на ближнем расстоянии. Игрок может манипулировать ограниченным количеством кубиков, чтобы прокладывать путь человечку или строить мосты, как если бы он в реальности играл с кубиками. Кубики можно только закреплять на других кубиках, но не ставить на гладкой поверхности. В игре представлены нестабильные платформы, например грязь, которая отпускает человечка, или же платформы-весы, которые можно уравновесить, устанавливая кубик на другую часть весов. По мере прохождения, игра предлагает новые механики, например прокладывание дорожки, чтобы человечек мог кататься на скейтборде или особые механизмы, которые надо прокручивать для активации. Некоторые уровни предлагают опасные станки, кующие новые кубики лего, человечек должен быстро перемещаться, чтобы не быть задавленным станком, в противном случае уровень перезапустится. Другие головоломки включают в себя например активацию кубиков одного цвета или прокладывание мостов с помощью самовоспроизводящихся кубиков.
Сюжет повествует об отце и сыне, которые счастливо живут. Отец вынужден часто отлучаться на работу. Проводя в одиночестве дома, сын случайно создаёт в кладовке нового друга и сбегает с ним. Он забредает на фабрику с новым другом, устраивает там аварию и падает на самое дно фабрики. Сын должен выбраться на поверхность, путешествуя среди опасных механизмов и воссоединиться с отцом.

## Разработка
Разработкой игры занималась американская студия Light Brick Studio, основанная компанией Lego Group, занимающейся производством одноимённых игрушек. Разработки Builder’s Journey началась из идеи переосмыслить игровой процесс игр по вселенной Lego. Раннее разными игровыми студиями выпускалось множество игр по вселенной Lego, но которые предлагали более традиционный для компьютерных игр игровой процесс — гонки, сражения, приключения, ролевые игры и так далее. При этом в отличие от самых успешных игр по вселенной Lego, над Builder’s Journey работала небольшая команда разработчиков. Все они раннее входили в составы команд разработчиков других Lego-игр, в новую команду Light Brick были вобраны самые талантливые программисты и дизайнеры. Команда целилась на максимально широкую игровую аудиторию. Всего на разработку начиная с концепции до момента выпуска было потрачено около двух лет.

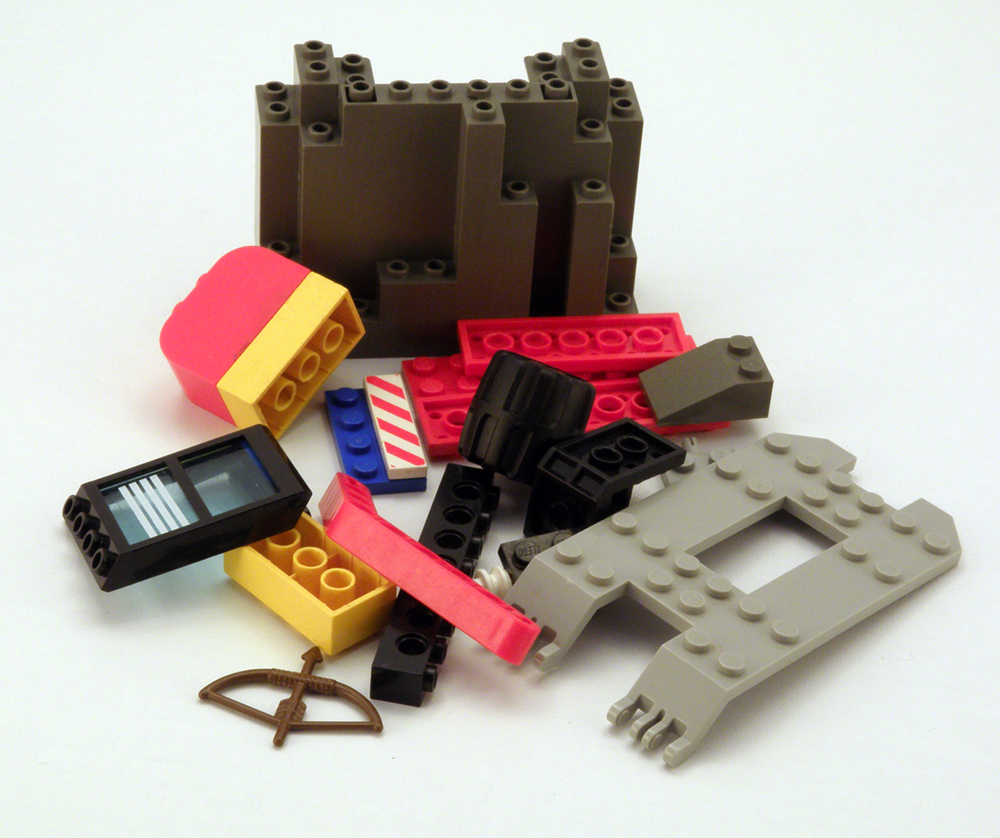
Все игровые уровни и объекты созданы из цифровых версий кубиков Lego

Builder’s Journey разрабатывалась из идеи превратить в игровую механику основополагающую идею игрушек Lego — создание чего то нового, объединяя кирпичики Lego. Разработчики экспериментировали с разными механиками и потратили много месяцев на тестирование игры, чтобы довести её нынешнего вида. Builder’s Journey создавалась, как медлительная и созерцающая игра в противовес типичной Lego-игре — «дурацкой, красочной и динамичной». В конечном итоге создатели старались создать игру с максимально интуитивно понятным игровым процессом, таким же простым и понятным, как игра с кубиками лего. В качестве вдохновения они изучали разные инди-игры, где делался особый акцент на художественной эстетике и сюжетном повествовании. Одновременно разработчики признались, что раннее никогда не занимались разработкой игр с подобной механикой и для них это был как процесс обучения. Создание имеющейся сюжетной линии не было изначальной идеей, но разработчики заметили, что история стала формироваться постепенно по мере работы над игровым процессом. Тем не менее разработчики решили рассказать историю без единого слова и из-за этого возникали некоторые трудности. Не менее важную роль в передаче безмолвного повествования играло грамотно подобранное освещение, передаваемая атмосфера и музыка. Одновременно оно не должно было быть обременяющем и отвлекать от игрового процесса. Основными героями повествования становятся родитель и ребёнок. Разработчики заметили, что намеренно сделали фигуры абстрактными, чтобы была не ясна их половая принадлежность, заметив, что стремились создать инклюзивную игру, подходящую для игроков вне зависимости от их пола.
Создание очередного уровня начиналось с создания цифровых моделей серых кубиков лего и построения головоломки. Затем этот уровень демонстрировался игрокам, они должны были решить головоломку без каких либо инструкций для тестов также приглашались маленькие дети. Проблема Builder’s Journey была связана с особенностями её игровой механики, основанной на скреплении кубиков лего. Это подразумевало слишком большое количество способов решения головоломки, поэтому разработчикам было необходимо проводить множество тестирований для поиска подходящего баланса сложности. Разработчики также заметили, что взрослые игроки и дети по разному стремились пройти уровень, если взрослые стремились проложить наиболее короткий путь, то дети скорее наслаждались процессом строительства. По мере тестирования, разработчики оставляли наиболее удачные уровни, исправляли и дополняли их, продолжая подбирать подходящий баланс сложности. Только после этого, разработчики раскрашивали уровень, работали на визуальными эффектами и подбирали музыкальное сопровождение.
Так как игра изначально разрабатывалась для Apple Arcade, разработчики работали над управлением с помощью сенсорного экрана, а также мыши и клавиатуры. После выхода разработчики занялись адаптацией игры для управления джойконами на Nintendo Switch, хотя и сохранили возможность управления с помощью сенсорного экрана.
Игра изначально была представлена эксклюзивно на платформе Apple Arcade и сыскала одобрительную реакцию со стороны игровых критиков, получив ряд наград в 2019 году. Примерно через два года, игра была выпущена на платформе Steam и для Nintendo Switch. Игра собрала вокруг себя фанатскую аудиторию, которые стали воссоздавать сцены из игры, делясь работами в интернете.

## Музыка

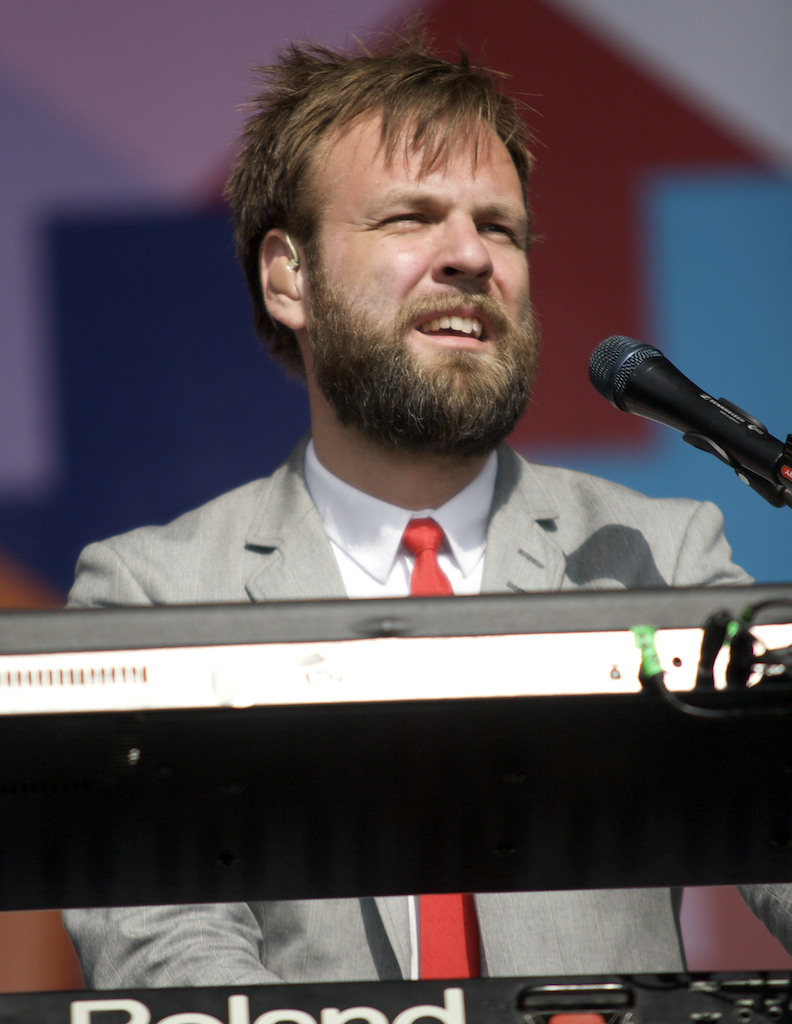
Хенрик Линдстранд написал музыкальное сопровождение к игре

Композитором музыкального сопровождения из игры выступил Хенрик Линдстранд из Швеции. Раннее он состоял и музыкальной группе альтернативного рока Kashmir, которая завершила свою деятельность в 2014 году. После этого Линдстранд занялся созданием музыкального сопровождения для фильмов и сериалов. Builder’s Journey — стала его первой компьютерной игрой, для которой он написал саундтрек. Линдстранд заметил, что компания Lego связалась с ним ещё в 2019 году, предложив работу над проектом ещё на ранней стадии разработки самой игры.
Основная цель заключалась в том, чтобы создать музыкальное сопровождение с ясной мелодией, так как в игре идёт повествование без слов, таким образом музыка должна была играть одну из центральных ролей в самом повествовании. Линдстранд заметил, что сам непосредственно следил за процессом разработки и также принимал участие в создании истории. Основная трудность со слов композитора была связана с тем, что время в игре не протекает статично, как в фильме или сериале и зависит от решений и умений игрока. Линдстранд стремился создать мелодию таким образом, чтобы её мотивы не повторялась слишком часто, если игрок застревал на одном уровне, но и чтобы музыка не была слишком навязчивой.
Все треки были записаны с участием фортепьяно и ударных инструментов, затем были добавлены спецэффекты c помощью педали — питч-шифтера. Линдстранд описывает это как авторский стиль своей музыки.
6 марта 2020 года лейбл One Little Indian Records выпустил саундтрек-альбом Lego Builder’s Journey (Original Game Soundtrack), а 18 июня 2021 года вышла расширенная версия саундтрека A Builder’s Journey (Soundtrack For Lego Game) (Extended Version) с 4 бонус-треками.
| - 1. Sand Castle — 3:55 - 2. Campfire — 2:09 - 3. Our House — 4:15 - 4. Dad At Work — 2:42 - 5. Home Alone — 1:40 - 6. Robot Friend — 1:50 - 7. Builder’s Journey — 3:26 - 8. Light Brick — 1:14 | - 9. Gameshow — 4:28 - 10. The Factory — 2:16 - 11. Kid & Dad (Re-united) — 3:37 - 12. Work & Play (Bonus Track) — 2:46 - 13. Flying Home (Bonus Track) — 2:12 - 14. Riding Imagination (Bonus Track) — 3:17 - 15. If Only We Had More Time (Bonus Track) — 3:00 |

## Критика
| Сводный рейтинг    | Сводный рейтинг                   |
| Агрегатор          | Оценка                            |
| ------------------ | --------------------------------- |
| Metacritic         | iOS: 80/100 NS: 79/100 PC: 80/100 |
| Иноязычные издания |                                   |
| Издание            | Оценка                            |
| Nintendo Life      | [ 16 ]                            |
| TouchArcade        | [ 3 ]                             |
| Multiplayer        | 8,0                               |
| Worth Playing      | 8,0/10                            |
| CD-Action          | 80 %                              |
| CGMagazine         | 8,5/10                            |
| Gamezebo           | [ 20 ]                            |

Игра получила преимущественно положительные оценки со стороны игровых критиков, по версии агрегатора Metacritic, средняя оценка iOS версии составила 80 баллов из 100 возможных.
Критик сайта TierraGamer заметил, что Builder’s Journey — эта одна из тех игр, которая взывает к творчеству игрока, заставляя не только решать головоломки, но и следить за тихим повествованием. Игровая механика удивительно проста и понятна. По мнению рецензента Multiplayer, игру однозначно оценят любители лёгких и увлекательных головоломок, таких как Monument Valley. Представитель Worth Playing заметил, что игру можно рассматривать не просто как головоломку, но и произведение искусства, где особое внимание уделяется творческому самовыражению. Builder’s Journey идеально подходит для игры как взрослым, так и детям. Представитель Impulsegamer выразил разочарование продолжительностью игры, заметив, что её можно полностью пройти за два часа, тем не менее это по прежнему стоящий опыт, но которого с сожалению хватает только на то, чтобы почувствовать игру и остаться с чувством неудовлетворённости. Критик выразил надежду на выпуск дополнений, добавляющих больше уровней.
Филипп Мойер с сайта TouchArcade заметил, что Builder’s Journey стала одной из первых двух Lego-Игр для Apple Arcade наряду с Lego Brawls, при этом две эти игры выделяются своей абсолютной жанровой противоположностью, если Brawls — это весёлая и безумная боевая игра, стремящаяся воссоздать дух Super Smash Bros., то Builder’s Journey — это медлительная и медитативная головоломка, воссоздающая чувство ностальгии у тех, кто в детстве играл в Lego. Критик назвал игру великолепной — окружением, состоящим полностью из кубиков лего, но подкупающим своим мрачным или динамическим освещением, продуманными пейзажами, атмосферной музыкой и звуковым дизайном. Это впечатление дополняется сердечной историей о наставнике и ученике, истории о привязанности и разлуке.
Сам игровой процесс идеально отполирован, что не часто встретишь в мобильной игре, динамический мир и головоломки также напомнили критику игру Monument Valley, тем не менее критик счёл имеющиеся в Builder’s Journey головоломки недостаточно сложными, заметив, что фактически игра позволяет принимать игрокам собственное решение в прокладывании пути вместо того, чтобы заставлять искать конкретный ответ. Это тем не менее отлично вписывается с основополагающей философией кубиков Lego.
Более сдержанный отзыв оставил Мэтью Като с сайта Game Informer. Он заметил, что с одной стороны игра подкупает своей свободой действий, позволяя подбирать любую конфигурацию скреплённых кубиков, преодолевая препятствия, с другой стороны камера не позволяет свободно вращать сцену и стремится вернуться к исходной позиции. Сами головоломки критик также назвал недостаточно сложными, что может разочаровать некоторых игроков, тем не менее игра в конце предлагает действительно несколько сложных уровней. Критик однако заметил, что в целом игра получилась качественным продуктом с трогательной историей, а недостатки в игровом дизайне кроются скорее в ограниченнии концепцией строительством кубиков лего.
Оценки версии для Nintendo Switch были в целом более сдержанные, на негативную оценку повлияли проблемы с управлением с помощью кнопок, из-за которого управление чувствуется неуклюжим особенно на уровнях, требующих быструю реакцию. Тем не менее игра по-прежнему позволяет осуществлять управление с помощью сенсорного экрана, однако оно реализовано настолько неуклюже, что едва ли удобнее управления кнопками.